# Dongeragaon, Gulbarga
Dongeragaon là một làng thuộc tehsil Gulbarga, huyện Gulbarga, bang Karnataka, Ấn Độ.